# Tjänstehjon
Tjänstehjon eller legohjon, inom jordbruket kallade drängar, pigor och statare, var tjänstefolk vars villkor reglerades av Legohjonsstadgan (i Sverige upphävd år 1926), vilken i praktiken innebar en generell plikt att söka och finna en husbonde som ville anställa. De få undantagen gällde för välbärgade, för ungdomar upp till 21 års ålder ifall deras arbete behövdes på föräldrarnas gård, samt för personer som saknade arbetsförmåga.
Legohjon tog tjänst på ett år. Flyttningsdagen var den 24 oktober (före år 1819 den 29 september) och följdes av den årliga friveckan, ursprungligen till mickelsmäss. Ömsesidig uppsägningsdag var den 24 augusti. 
Husbonden hade bland annat rätt att aga sitt husfolk, från 1833 dock begränsat till män under 18 och kvinnor under 16 års ålder, men också skyldighet att sörja för sina hjon vid sjukdom. Även husmodern hade laglig rätt att aga sina underställda.